# Жинысбаев, Абильда
Абильда Жинысбаев (1892 год, Туркестанский край, Российская империя — 1954) — колхозник, чабан, Герой Социалистического Труда (1948).

## Биография
Родился в 1892 году. С раннего детства занимался батрачеством, работая пастухом. В 1934 году вступил в колхоз «Кзыл-Аскер» Сузакского района Южно-Казахстанской области. Работал чабаном. С 1953 года работал старшим чабаном в совхозе имени Калинина Сузакского района Южно-Казахстанской области.
В 1947 году вырастил 573 ягнёнка от 470 овцематок. За эти достижения в трудовой деятельности был удостоен в 1948 году звания Героя Социалистического Труда.
Скончался в 1954 году.

## Награды
- Герой Социалистического Труда — указом Президиума Верховного Совета СССР от 23 июля 1948 года;
- Орден Ленина (1948).